# Nymphalis hygiaea
Nymphalis hygiaea är en fjärilsart som beskrevs av Gustav Heinrich Heydenreich 1846. Nymphalis hygiaea ingår i släktet Nymphalis och familjen praktfjärilar. Inga underarter finns listade i Catalogue of Life.